# Sturlungar
Los Sturlung (islandés: Sturlungar) fue un poderoso clan familiar en la Islandia medieval del siglo XIII, durante el periodo de la Mancomunidad Islandesa. Su historia aparece parcialmente en la saga Sturlunga, y miembros del clan fueron protagonistas significativos en la guerra civil durante el periodo Sturlungaöld.
Los Sturlung eran muy ricos e influyentes; controlaban gran parte del oeste de Islandia, los Fiordos occidentales y el noroeste. Políticamente, eran afines a la facción birkebeiner y apoyaron el gobierno de Haakon IV de Noruega. Los Haukdælir y los Sturlungar reivindicaban ser descendientes del legendario Ragnar Lodbrok.
El patriarca de los Sturlung era Sturla Þórðarson, a quien los historiadores apuntan como fecha de nacimiento en 1115. Heredó su condición de goði de su padre Þórður Gilsson. Sturla estuvo en constante conflicto con Einar Þorgilsson de Staðarhóll y muchos otros caudillos islandeses. Jón Loftsson, hombre muy respetado, medió en una de esas disputas y por ello le fue confiada la educación del hijo de Sturla, Snorri Sturluson, quien más tarde sería el personaje más influyente de los Sturlung, y mucho más famoso por su aportación a la literatura medieval escandinava. Snorri tenía dos hermanos, Þórður Sturluson y Sigvatr Sturluson.  
Los Sturlungs no eran poseedores originales de un goðorð. Hvamm-Sturla, era propietario de Hvammr. Luego adquirió Stad en Snæfellsnes junto con la mitad del goðorð de los Þórnesingar. Más tarde recibió la otra mitad como regalo del sacerdote Þorgils Snorrason. Su hijo Sigvatr compró la mitad de las propiedades de Staðarhóll después de la muerte de Einar Þorgilsson, al adquirir la propiedad también se aseguró la posesión del goðorð de Einar. Uso la misma táctica para obtener los goðorð de Saurbær y Reyknesingar que habían pertenecido al padre de Einar. El hijo menor de Hvamm Sturla, Snorri recibió la mitad del goðorð de los Lundarmanna de su tío y el goðorð de los Æverlingar de Thorstein Ivarsson en el norte de Islandia.
Los descendientes de Sturla jugaron un papel relevante en la guerra civil islandesa o Sturlungaöld, en particular y muy notablemente dos de ellos: Snorri y Sighvatur, así como el hijo de este último Þórður kakali Sighvatsson. Otro Sturlung notable fue Sturla Þórðarson, hijo de Þórður Sturluson, quien luchó con Þórður kakali. Escribió la saga Íslendinga, la sección más extensa de la saga Sturlunga, y Hákonar saga gamla, la historia de Haakon IV de Noruega.  Algunos historiadores también le imputan la autoría de la saga de Kristni y una transcripción del Landnámabók.
Las sagas islandesas escritas se iniciaron con los Sturlung, y muchas de las que se escribieron antes de 1280 pertenecen a ellos, o fueron escritos bajo su mandato.